# Sounder
Sounder és una pel·lícula estatunidenca dirigida per Martin Ritt, estrenada el 1972. Tracta la història de la crisi que viu una família negra de grangers en l'època de la Gran Depressió quan el pare, acusat d'un delicte, és empresonat.

## Repartiment
- Cicely Tyson: Rebecca Morgan
- Paul Winfield: Nathan Lee Morgan
- Kevin Hooks: David Lee Morgan
- Carmen Mathews: Mrs. Boatwright
- Taj Mahal: Ike
- James Best: Xèrif Young
- Eric Hooks: Earl Morgan
- Yvonne Jarrell: Josie Mae Morgan

## Premis i nominacions[calcitació]

### Nominacions
- 1973: Oscar a la millor pel·lícula
- 1973: Oscar al millor actor per Paul Winfield
- 1973: Oscar a la millor actriu per Cicely Tyson
- 1973: Oscar al millor guió adaptat per Lonne Elder III
- 1973: Globus d'Or a la millor actriu dramàtica per Cicely Tyson
- 1973: Globus d'Or a la millor nova promesa masculina per Kevin Hooks
- 1974: BAFTA a la millor música per Taj Mahal
- 1974: Grammy al millor àlbum de banda sonora escrita per pel·lícula per Taj Mahal